# Stichnote

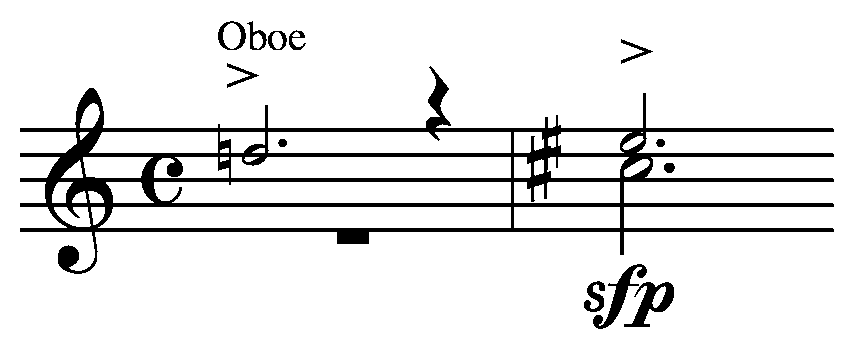
Stichnoten in einer Orchesterstimme: Erster Takt mit Stichtext in polyphon geteiltem System. Oben: Stichtext (ausschließlich nach oben gehalst), unten: Ganztaktpause im Großdruck. Zweiter Takt: der eigentliche Text der Stimme im Großdruck

Stichnoten (englisch: cue notes) in der Musiknotation sind Noten im Stimmenheft oder -blatt für ein Instrument oder einen Sänger, die normalerweise nicht von diesem ausgeführt werden. Sie dienen anhand einer möglichst auffälligen Stelle eines anderen Instruments als zeitliche Orientierung für den Einsatz, ähnlich einem Stichwort beim Sprechtheater. 
Ausnahmen, in denen Stichnoten vom Instrument zu spielen sind, werden unten genannt.

## Schreibweise
Stichnoten sind kleiner gedruckt als der zu spielende Text der Stimme oder durch andere Angaben wie das englische Wort „Cue“ von diesem unterschieden. Sie sind in der Regel mit der Angabe versehen, welches andere Instrument das „Stichmotiv“ spielt, so dass je nach Orchesteraufstellung auf eine bestimmte Klangfarbe und Richtung geachtet werden kann. 
Stichnoten werden der eigentlichen Instrumentenstimme wie eine weitere, polyphone Stimme in derselben Zeile gegenübergestellt, also wahlweise ausschließlich nach oben oder nach unten gehalst. Die eigentliche Instrumentenstimme enthält entsprechende Pausen im Großdruck (s. Abb.).

## Praxis
Stichnoten sind zum Beispiel dann erforderlich, wenn ein Instrument viele Takte lang nichts zu spielen hat, oder wenn das Taktzählen schwierig wäre, weil in einer anderen Stimme ein Solo üblicherweise mit Rubato gespielt wird. Der Spieler liest zuvor das Stichmotiv und wartet, bis das Motiv zu erwarten ist (Mehrtaktpausen in seinem Stimmenheft geben ihm eine gewisse Vorstellung von der Wartezeit). Nimmt er das Stichmotiv um den erwarteten Zeitpunkt wahr, macht er sich bereit für seinen Einsatz. Bei Orchestermusik erwartet er aber auch vom Dirigenten einen direkten Wink (ebenfalls als Einsatz bezeichnet). 
Bei Instrumenten mit eher spärlich gesätem Text, wie bei manchen Schlagzeuginstrumenten, kann manche Seite im Stimmenheft ausschließlich Stichnoten enthalten, durchsetzt mit Mehrtaktpausen. 
In Orchesternoten werden Stichmotive einerseits so gewählt, dass sie möglichst auffällig sind (Motive mit Signalcharakter), andererseits so, dass sie von Instrumenten gespielt werden, die dem Ausführenden in der Sitzordnung möglichst nahe sind. So erhalten zum Beispiel Paukisten möglichst Stichnoten von Blechbläsern, da diese näher, also direkter zu hören sind als etwa die Holzbläser- oder Streichergruppe, die weiter vorne sitzt. Sinnvolle Stichnoten erfordern von den Kopisten erhebliche Orchestererfahrung.

## Zu spielende Stichnoten
Bei variablen Arrangements in der Salonmusik oder in der zur Aufzeichnung bestimmten historischen Radiomusik können die Stichnoten zum Beispiel ausgeführt werden, wenn die betreffenden Instrumente fehlen: So können in einer ersten Bläserstimme wichtige Stellen der zweiten Bläserstimme in Stichnoten angegeben sein, um sie in diesem Fall ausführen zu können. 
Unterschiedliche Orchesterbesetzungen spielen in diesen Musikgattungen oft dasselbe Arrangement aus denselben Orchesterstimmen, was durch mitgespielte Klavierauszüge oder eine Violine obligat möglich wird. Klavierauszüge und Direktionsstimmen enthalten oft Stichnoten, die nach Anweisung des Dirigenten oder bei kleineren Besetzungen in individueller Verantwortung der Musiker gespielt werden können. Oft werden etwa Melodiestimmen nur dann von Instrumenten ausgeführt, wenn keine Gesangsstimme vorhanden ist.
Üblich ist diese Praxis noch in Orchesteraufnahmen von Filmmusik, wo in den Aufnahmesessions häufig mehrere instrumentatorische Möglichkeiten ausprobiert werden.

## Alte Drucke
Bei älteren Musikdrucken wird eine Stichnote am Ende der Zeile, die der ersten Note in der neuen Zeile entspricht und damit den Anschluss beim Lesen des Zeilenwechsels erleichtern soll, als Custos bezeichnet.
Bei Neumen in der Quadratnotation wird die letzte Note einer Liqueszenz als Stichnote gesetzt.